# Davor Harasic
Davor Jorge Harasic Yaksic (Cochabamba, Bolivia, 6 de febrero de 1948) es un abogado y profesor de Derecho Procesal chileno. Estudió derecho en la Universidad de Chile, titulándose en 1972. Realizó un magíster en derecho, con mención en derecho penal, en la misma universidad en 1984. 
Fue el decano de la Facultad de Derecho de la Universidad de Chile entre 2015 y 2018.
Entre 1972 y 1996 trabajó en el Consejo de Defensa del Estado, donde se desempeñó como jefe del Departamento de Estudios, abogado consejero, y presidente subrogante.

## Biografía
Davor Harasic Yaksic, nació en Bolivia. Su padre, un inmigrante croata, llegó  a Chile  cuando el tenía 12 años. Estudió en los colegios de La Salle, Cochabamba, Bolivia y San Luis, Antofagasta. Tras ingresar a la Facultad de Derecho de la Universidad de Chile en 1966, donde fue ayudante de diversas cátedras del Departamento de Ciencias del Derecho, se licenció en Ciencias Jurídicas y Sociales, y se graduó de magíster en Derecho con Mención en Derecho Penal.
Se ha desempeñado como presidente de Chile Transparente en 2008, y es fundador y socio, junto con Julián López Masle, del bufete jurídico Harasic y López Abogados.

## Carrera académica
Davor Harasic Yaksic  en el año  1973, ingreso  por concurso al Departamento de Ciencias del Derecho de la Universidad de Chile Facultad de Derecho , fue expulsado de la Facultad ese año. Ingresó al Departamento de Práctica y Asistencia Legal (DEPAL) de la Pontificia Universidad Católica 1975, donde ejerció la docencia hasta 1982, incorporándose luego al cuerpo docente de la Universidad Diego Portales.
En 1986 toma la primera oportunidad de reestablecer el vínculo con la Universidad de Chile. Se presenta a concurso de oposición y antecedentes para académico del Departamento de Derecho Procesal de la Facultad, resultando ser el único nombrado de entre 9 postulantes. Desde ese año, sólo ejerce la docencia en la Facultad, en el Departamento de Derecho Procesal, en el programa de Postgrado y en el Departamento de Enseñanza Clínica del Derecho, unidad de la que fue su primer Director.
Fue profesor titular de derecho procesal en esa casa de estudios  desde 1986 hasta 2018, y fue director de escuela en la misma facultad entre 1999 y 2001. Fue elegido decano de la facultad en la elección del 24 de abril de 2015, donde se impuso al profesor Pablo Ruiz-Tagle, y asumió el 11 de mayo de ese año. Renunció al decanato el 12 de junio del 2018, mientras se realizaba una toma feminista en la Facultad de Derecho.
En 1997 participó en la creación de la Universidad Alberto Hurtado, de la que fue su primer Secretario General. También fue Consejero, y Director de la correspondiente Corporación, cargo al que renunció el 2014, para dedicarse exclusivamente a la Facultad de Derecho de la Universidad de Chile